# Grünsee (Berchtesgadener Land)
Der Grünsee ist ein knapp vier Hektar großer Karstsee in den Berchtesgadener Alpen, in der bayerischen Gemeinde Schönau am Königssee, nahe der salzburgischen Grenze im Nationalpark Berchtesgaden.
Er liegt auf 1474 m Höhe in der Gemarkung Forst Sankt Bartholomä, Staatsforstdistrikt XXIV Sagereck, Abteilung 3 Grünsee 2,1 km südwestlich oberhalb des Königssees (Luftlinie), sowie 670 m nordwestlich unterhalb der verfallenen Grünsee-Alm (1598 m hoch). Der See liegt zusammen mit dem 1050 Meter nordöstlich gelegenen Schwarzensee im Halsboden (auch Halsgrube), einer Hochebene zwischen dem Simetsberg und den Ausläufern des Funtenseetauerns im Steinernen Meer. Er ist zugänglich über den Sagerecksteig.
Einziger nennenswerter Zufluss ist der Grünseebach, auch Grünseegraben bzw. Bach von der Grünseealm genannt. Er mündet am südöstlichen Seeufer in den Grünsee.
Wie die benachbarten Seen Funtensee (1150 m südwestlich) und Schwarzensee ist auch der Grünsee ein Blindsee und entwässert unterirdisch zum Königssee, wobei das Wasser des Grünsees durch die Salzgrabenhöhle fließt und auf dem schnellsten Weg etwa 6 Stunden benötigt.